# Digiuno
Il digiuno è uno stato di privazione degli alimenti, volontaria o imposta. 
Il digiuno secco consiste nella privazione anche del bere liquidi, mentre il digiuno umido prevede l'astensione dai soli alimenti solidi.

## Il digiuno in medicina

### Effetti fisiologici del digiuno
Un digiuno eccessivamente protratto nel tempo innesca il fenomeno della gluconeogenesi. Ossia, l'impiego delle proteine per ottenere il glucosio necessario per mantenere i valori glicemici nella norma; le scorte epatiche di glicogeno vengono esaurite in circa 24 ore.
Alcune componenti della massa magra, in particolare il muscolo scheletrico, vengono intaccate per ricavare aminoacidi al fine di convertirli in glucosio o rifornirli agli altri tessuti, mentre avviene un graduale incremento del rilascio di acidi grassi (FFA) dal tessuto adiposo. L'incremento sostanziale dei livelli di corpi chetonici generati in sede epatica dagli stessi FFA avviene solo una volta esaurito il glicogeno epatico, dopo circa 24 ore di privazione di carboidrati alimentari.

#### Le trasformazioni organiche durante il digiuno
Secondo diverse ricerche, il digiuno determinerebbe una progressiva selezione di grassi, come carburanti corporei; cosicché l'utilizzo degli aminoacidi provenienti dalle proteine muscolari (precursori della gluconeogenesi) termina abbastanza rapidamente, venendo questi sostituiti dagli acidi grassi da cui derivano i corpi chetonici o chetoacidi.
Dopo la prima settimana il livello di corpi chetonici nel sangue diviene elevato e il cervello comincia ad utilizzare preferenzialmente questi come carburante, al posto del glucosio.
La sovrapproduzione di chetoacidi, acido β-idrossibutirrico e acido acetoacetico, per sostituire il glucosio come principale fonte di carburante per il cervello dell'uomo a digiuno, rappresenta, dunque, la chiave di volta per il risparmio proteico in tali condizioni.
La chetosi, in definitiva, è il principale meccanismo chiamato in causa per la sopravvivenza dell'uomo a digiuno, in quanto i chetoni, soprattutto il D-beta-idrossibutirrato, rappresentano substrati energetici cerebrali alternativi al glucosio, ed il loro impiego da parte del cervello protegge i muscoli dalla degradazione causata dalla sintesi del glucosio dalle loro proteine, che si verifica inizialmente.

### Digiuno terapeutico
Si tratta dii un digiuno prolungato; in passato veniva utilizzato per dimagrire, attualmente non più in uso per gli alti rischi correlati. Il caso più eclatante riguarda Angus Barbieri, che riuscì a rimanere a digiuno per 382 giorni, sotto la supervisione del medico William Kinnear Stewart e della sua assistente Laura W. Fleming

## Il digiuno nella medicina alternativa
Secondo alcune ipotesi della medicina alternativa, il digiuno prolungato avrebbe effetto benefico su diversi stati patologici.
Ad esempio, l'ipotesi igienista di Herbert Shelton teorizza un rinnovo dei tessuti interni tramite il digiuno; autore di numerosi libri e ricerche, la sua opera maggiore fu "Il digiuno può salvarvi la vita" nel quale riporta le sue esperienze e casistiche nel suo studio sul digiuno fra i suoi pazienti, nell'arco di numerosi anni.
Anche Arnold Ehret, in una teoria, ipotizzava l'utilità di digiuni e diete disintossicanti per ripulire l'organismo da tutti gli impedimenti, i depositi di materiali fermentati, le tossine, i veleni, le sostanze chimiche estranee, il muco e tutto quanto non appartiene alla composizione naturale del corpo. I germi, batteri o virus che siano, non attecchirebbero in un "terreno" fisiologico pulito, semplicemente transiterebbero.
Il metodo del digiuno secco frazionato del dottore russo Sergej Filonov, l'allievo di Jurij Nikolaev, si è diffuso in Russia e si sta facendo conoscere anche in Europa. Quest'approccio terapeutico si fonda sulla totale astinenza da cibo e acqua per un periodo determinato di tempo, da un minimo di 1 giorno a un massimo di 11 giorni. È un metodo che ha i suoi detrattori e i suoi sostenitori: alcuni lo considerano più efficace del digiuno idrico, altri invece lo ritengono pericoloso e dannoso per l'organismo.

## Il digiuno come pratica politica
Come forma di protesta, il digiuno venne utilizzato già nell'antichità. Nei primi anni del XX secolo lo riscoprirono le suffragette inglesi incarcerate e gli irredentisti irlandesi; a rendere nota in tutto il mondo la pratica dello sciopero della fame fu però Gandhi che ne teorizzò le ragioni ed i metodi, incardinandolo nel pensiero nonviolento.

## Il digiuno come pratica religiosa
Il digiuno (l'astinenza dal mangiare e dal bere) viene praticato in diverse religioni e culture per ragioni di fede e/o morali. Le prescrizioni religiose quanto al digiuno variano molto, a partire dallo Zoroastrismo che lo proibisce, al Confucianesimo che prevede l'astinenza dall'alcol e da certi cibi prima di alcuni riti religiosi, fino al Giainismo che insegna come l'obiettivo principale del credente nella vita sia il distacco dalle passioni che, idealmente, culminerebbe nel lasciarsi volontariamente morire di fame. Quasi ogni religione promuove o sanziona, in un modo o in un altro, il digiuno. Nelle religioni primitive è spesso un mezzo per controllare o soddisfare le divinità, un modo per favorire la virilità o per prepararsi ad osservanze cerimoniali.
Il digiuno era usato dagli antichi greci quando essi consultavano gli oracoli, dagli indiani d'America per acquisire il loro totem privato, e dagli sciamani africani per contattare gli spiriti. Molte religioni usano il digiuno per acquisire chiarezza di visione ed introspezioni mistiche. Per il Buddhismo il digiuno non è una pura manifestazione esteriore ma una forma di disciplina interiore, che serve a liberare la mente e a raggiungere un più alto livello di spiritualità; in genere viene praticato dai fedeli nei periodi di meditazione intensiva che si svolgono durante i ritiri spirituali. Nel Buddismo Theravada il digiuno viene praticato durante i giorni di uposatha, che corrispondono al cambiamento della fase lunare; i devoti laici si recano nei monasteri per partecipare a cerimonie e sedute di meditazione e assumono un solo pasto. Nell'Induismo il digiuno è una pratica connessa alla purificazione; Gandhi praticò il digiuno per espiare le violenze commesse non solo dai suoi seguaci, ma anche dai suoi nemici. Questa religione prevede anche un digiuno detto upavasa in giorni fissi del mese o della settimana, che variano a seconda della corrente religiosa. Il Taoismo religioso prevede un digiuno rituale praticato nell'ambito di una cerimonia penitenziale chiamata Chai, che si svolge nei monasteri, dura alcuni giorni e comprende preghiere, riti penitenziali e l'assunzione di un solo pasto giornaliero; anche i laici possono prendere parte alle cerimonie del chai, limitando la partecipazione ad un solo giorno. Il Giudaismo, diversi rami del Cristianesimo, e l'Islam hanno giorni fissi di digiuno, di solito associato a disciplina della carne o con il ravvedimento dal peccato. L'Islam lo pratica nel periodo denominato del Ramadan, un mese intero in cui i Musulmani adulti sono obbligati ad astenersi da ogni cibo ed acqua dall'alba al tramonto. Il Bahaismo prevede un periodo di digiuno di diciannove giorni durante il mese di marzo, per i fedeli di età compresa fra quindici e settanta anni.
Il digiuno religioso può essere completo o parziale, per un determinato periodo di tempo o ad intermittenza.
Nel 2023 in Kenya è avvenuto un tragico episodio di digiuno predicato dal pastore Paul Mackenzie ai suoi fedeli per la ricongiunzione con Gesù Cristo, per il quale sono decedute più di 200 persone.

### Ebraismo
Fra gli israeliti, occasione principale per un digiuno pubblico era la festa annuale delle espiazioni. In tutto l'Antico Testamento troviamo diversi digiuni speciali, sia individuali che pubblici. L'Antico Testamento lo accompagna spesso alla preghiera, per esprimere il cordoglio, come segno di ravvedimento e rimorso, o per dimostrare la serietà degli impegni presi verso Dio. Un digiuno, però, che non fosse accompagnato da autentico ravvedimento e opere giuste, era denunciato dai profeti come una vuota osservanza legale.

### Cristianesimo
Gesù Cristo pratica un digiuno prolungato subito dopo il suo Battesimo per prepararsi al suo ministero, e istruisce i suoi seguaci a praticarlo quando lui non sarebbe stato più con loro  (Marco 2:18-20) e a praticarlo per vincere i demoni (Mt 17,21: "Questa razza di demòni non si scaccia se non con la preghiera e il digiuno") dando istruzioni sul modo in cui devono farlo: non per mettersi in mostra o per essere approvati e lodati dagli uomini, ma per la sola gloria di Dio.
Vi sono evidenze della pratica del digiuno nella Chiesa antica. Pare inoltre che i cristiani d'origine israelita continuassero comunque ad osservare le loro antiche usanze di digiunare e pregare il lunedì ed il giovedì, non oltre, però, la fine del primo secolo quando, forse in reazione ai giudaizzanti i giorni di digiuno erano stati spostati al mercoledì ed al venerdì. In ogni caso tali digiuni terminavano nel primo pomeriggio e non erano obbligatori.
A partire dal II secolo due giorni di digiuno erano osservati in preparazione della Pasqua. Nel IV secolo, quando il Cristianesimo si impone come religione dell'Impero romano e viene istituzionalizzato, la Chiesa mette un particolare accento sull'aspetto formale e cerimoniale della pratica religiosa. La pratica del digiuno diventa sempre di più legata ad una teologia legalistica ed al concetto di opere meritorie. Verso il X secolo, in Occidente, diventa obbligatorio il digiuno in tempo di Quaresima
Il digiuno, inoltre diventa elemento comune della disciplina del movimento monastico e lo stile di vista monastico sostituisce il martirio come il più alto atto di devozione della vita cristiana e particolarmente valutato.
Durante il Medioevo, la Chiesa cattolica aggiunge al calendario ecclesiastico un certo numero di giorni obbligatori di digiuno. In Italia e anche altrove li collega ai momenti più importanti della vita degli agricoltori e istituisce le Quattro tempora. Erano giorni di digiuno il mercoledì, il venerdì ed il sabato seguenti la prima domenica di Quaresima, Pentecoste e l'Esaltazione della Santa Croce (14 settembre). Una quarta stagione di digiuno decorreva dal 13 di dicembre a Natale. Pure durante il Medioevo la Chiesa ortodossa orientale aggiunge come giorni di digiuno obbligatorio a cominciare dal 15 di novembre, durante l'Avvento, dalla domenica della Trinità al 29 giugno, e due settimane prima del 15 di agosto.
I riformatori protestanti del XVI secolo, con l'eccezione degli Anglicani respingono l'obbligatorietà dei giorni di digiuno, insieme a gran parte dei riti e delle cerimonie della Chiesa cattolica romana. Gli anabattisti, più di qualsiasi altro movimento riformatore di questo periodo, relegano ancora una volta il digiuno alla sfera privata, lasciando al singolo credente di determinare se è appropriato per promuovere l'autodisciplina e la preghiera.
La Chiesa cattolica conserva i suoi giorni di digiuno obbligatori fino al XX secolo, quando essi vengono modificati da diversi atti magisteriali che fanno seguito al Concilio Vaticano II, in particolare dalla Costituzione apostolica Paenitemini di Paolo VI (17 febbraio 1966) e che introducono una nuova normativa del digiuno ecclesiastico, limitandolo a due giorni dell'anno (il Mercoledì delle Ceneri e il Venerdì Santo).
Inoltre, l'approccio cattolico moderno associa la pratica del digiuno alla vocazione d'amare il prossimo ed a considerarlo come simbolo dell'identificazione del cristiano con i poveri e gli affamati del mondo. In alcuni circoli cristiani (cattolici e non cattolici, evangelici e non evangelici) vi è l'usanza crescente di incontrarsi con un pasto frugale dando poi il denaro corrispondente al costo di un intero pranzo per combattere la fame nel mondo ("cena di condivisione").

#### Digiuno nelle Apparizioni Mariane
Il digiuno è una pratica spirituale significativa associata a diverse apparizioni mariane nel corso della storia. Una delle più conosciute è quella di Međugorje, in Bosnia ed Erzegovina, dove la Madonna apparve nel 1981 a sei giovani. Durante queste apparizioni, la Madonna ha spesso esortato i fedeli a digiunare, sottolineando l’importanza del digiuno come mezzo di purificazione e avvicinamento a Dio. I veggenti di Međugorje hanno ricevuto messaggi che invitano i credenti a dedicare il mercoledì e il venerdì a questo rito, suggerendo che il digiuno aiuti a rafforzare la fede e la spiritualità.
(Messaggio Medjugorje del 25 gennaio 2001)
Un’altra apparizione mariana significativa è quella di Caravaggio, in Italia, dove si narra che la Madonna apparve a una giovane nel 1835, chiedendo anch’essa il digiuno e la preghiera. Qui, il digiuno è visto come un modo per ottenere grazie e protezione, richiamando l’attenzione sulla necessità di conversione e di vita cristiana autentica.
Queste pratiche di digiuno legate alle apparizioni mariane non solo rispondono a un invito alla penitenza, ma fungono anche da strumenti per una maggiore riflessione personale e comunitaria. L’importanza del digiuno è vista anche in altre apparizioni mariane, come quelle di Lourdes e Fatima, dove la Madonna ha esortato i fedeli a consacrarsi a Dio attraverso la preghiera e la penitenza, sottolineando la sua relazione profonda con la vita spirituale dei credenti. In questo contesto, il digiuno diventa un atto di fede, un modo per cercare la grazia divina e rispondere a un invito alla conversione, offrendo una chiave per comprendere il messaggio di speranza e salvezza che le apparizioni mariane comunicano ai fedeli di tutto il mondo.
I Pentecostali/Carismatici del XX secolo, come pure i mormoni, hanno una vasta letteratura sui benefici del digiuno, collegandolo alla preghiera come mezzo per approfondire la vita spirituale e/o per ottenere favori da Dio. Alcuni leader carismatici affermano persino che la pratica sistematica del digiuno e della preghiera possa cambiare il corso della storia.

### Fede Bahá'í
In tutte le religioni il digiuno è sempre stato considerato una pratica fondamentale per lo sviluppo spirituale e per il rafforzamento del carattere. Nell'ultimo mese del loro calendario, i bahá'í si astengono da qualsiasi tipo di cibo o bevanda durante il giorno, dall'alba al tramonto. Il digiuno ha tuttavia un significato soprattutto spirituale: distaccarsi dai desideri mondani e cercare di avvicinarsi a Dio. Dal digiuno sono dispensati i bimbi, gli invalidi, i viaggiatori e tutti coloro che sono troppo deboli o troppo vecchi, incluse le donne gestanti o che allattano.
(Bahá'u'lláh)